# Ziegelsee
Ziegelsee – jezioro w Schwerinie, w Niemczech, w kraju związkowym Meklemburgia-Pomorze Przednie. Powierzchnia tego jeziora wynosi 3,00 km². Średnia głębokość to 10 m. Dzieli się na dwa akweny: Innensee (dosł. Jezioro wewnętrzne) oraz Außensee (dosł. Jezioro zewnętrzne). Podział ten istnieje od czasu, kiedy na małym, naturalnym wzniesieniu jeziora zbudowano ulicę (obecnie Möwenburgstraße) wraz z mostem, przez co oba zbiorniki są połączone. 
Innensee liczy 0,52 km², średnia głębokość wynosi 7,5 m, a maksymalna 16,5 m. Außensee połączony jest kanałem z jeziorem Schweriner See i liczy 2,5 km², maksymalna jego głębokość wynosi 34,4 m.
23 stycznia 1975 w jeziorze odebrał sobie życie niemiecki archeolog Adolf Hollnagel.